# Apiaí
Apiaí este un oraș în São Paulo (SP), Brazilia. 